# Елена Павловна (Шарлота Вюртембергска)
Елена Павловна (9 януари 1807 – 2 февруари 1873) е вюртембергска принцеса и велика руска княгиня, съпруга на великия княз Михаил Павлович, най-малкия син на император Павел I и София Доротея Вюртембергска.

## Биография
Елена Павловна е родена на 9 януари 1807 г. в Щутгарт, Германия, като принцеса Фредерика Шарлота Мария фон Вюртемберг'. Тя е най-възрастната дъщеря на принц Паул фон Вюртемберг и на принцеса Шарлота фон Саксония-Хилдбургхаузен. Като дете живее в Париж с родителите си и сестра си Паулина. Там Фредерика Шарлота получава завидно за времето си образование и възпитание.
През 1822 г. Шарлота е сгодена за великия княз Михаил Павлович. Великият княз е впечатлен от красотата и ума на Шарлота, която по време на приема, даван в нейна чест, впечатлява гостите с обноските и уменията си да разговаря изискано.
През 1823 г. Шарлота приема православието и руското име Елена Павловна.
На 24 февруари 1824 г. Елена Павловна и Михаил Павлович се венчават в Санкт Петербург и се настаняват в Михайловския дворец. След смъртта на императрицата-майка Мария Фьодоровна през 1828 дворецът Павловск е предоставен на Михаил и Елена, които го посещават често.
Бракът между Елена и Михаил не е щастлив. Великият княз обича армията и оставя съпругата си на второ място. Въпреки това двамата имат пет деца:
- Великата княгиня Мария Михайловна (1825 – 1846)
- Великата княгиня Елизавета Михайловна (1826 – 1845)
- Великата княгиня Екатерина Михайловна (1827 – 1894)
- Великият княгиня Александър Михайловна (1831 – 1832)
- Великата княгиня Анна Михайловна (1834 – 1836)

Елена Павловна поддържа близки приятелски отношения с брата на съпруга си, император Александър I, и съпругата му Елизавета Алексеевна. Доста близка е и с бъдещата императрица Мария Александровна, съпруга на племенника ѝ, царевич Александър Николаевич.
След смъртта на съпруга си през 1849 г. Елена Павловна започва да се занимава активно с благотворителна дейност и изкуство. Тя става патрон на няколко благотворителни организации и основава Петербургската консерватория.
Елена Павловна умира на 2 февруари 1873 в Щутгарт. Погребана е до съпруга си в Петропавловската катедрала в Петербург.